# Рыжак, Николай Викторович
Николай Викторович Рыжак (22 мая 1945, Черемхово, Иркутская область — 5 июля 2018, Барнаул) — российский политический деятель, депутат пятого созыва (2007—2011).

## Биография
В 1975 году окончил Саратовский ордена Трудового Красного Знамени политехнический институт по специальности «Промышленное и гражданское строительство».
Депутат Алтайского краевого Законодательного Собрания четырёх созывов. Трижды избирался депутатом по Новоалтайскому избирательному округу, возглавлял комитеты по промышленности и экономической политике и два созыва — по бюджету, налоговой и кредитной политике.
В 2004 году избран по краевому избирательному округу по спискам АРО Всероссийской политической партии «Единая Россия».

### Депутат госдумы
Со 2 декабря 2007 года — депутат Государственной Думы ФС РФ V созыва, член Комитета ГД по бюджету и налогам.